# Estereotipos de los iquiteños
Los estereotipos de los iquiteños son generalizaciones étnicas o ideas sobresimplificadas sobre los iquiteños, y se encuentran más presentes dentro de las sociedades peruanas. Aquellos estereotipos han sido expresadas y manifestadas a través de los medios de comunicación, la literatura, expresiones creativas y opiniones públicas generales. Algunos de los siguientes estereotipos son más populares que otros, y algunos no están dirigidos exclusivamente a los iquiteños. Existe tanto estereotipos negativos así como positivos.

## Lista de estereotipos
| - Generosidad y empatía es una de las características principales positivas de los iquiteños, especialmente por entablar una conversación y conocer gente. - Optimismo. - Conocimiento sobre sus tradiciones amazónicas. - Dadivosos. - Mente amplia. | - Informalidad. - Asistencialismo gubernamental: preferencia en esperar y pedir que el gobierno haga todo para el ciudadano. - Credulidad e ignorancia. Facilidad para creer algo, y se muestran ignorantes por hechos científicos y de otras índoles. - Sexismo contra la mujer y lenguaje sexista. - Machismo. - Tolerancia por el ruido. - Desinterés de su historia cultural. - Violencia. - Superstición. | - Preferencia por hacer fiestas. - Cristianos Liberales |